# Linia kolejowa Roßwein – Niederwiesa
Linia kolejowa Roßwein – Niederwiesa – lokalna linia kolejowa w Niemczech, w kraju związkowym Saksonia. Biegnie od Roßwein przez Striegistal, Hainichen i Frankenberg/Sa. do miejscowości Niederwiesa. Od 2004 roku w ruchu planowym istnieje tylko odcinek pomiędzy Niederwiesa i Hainichen o długości 16,8 km.